# Důl Dobropilska
Dobropilska je důl, který se nachází na jihovýchodě Ukrajiny v Doněcké oblasti. Celková výtěžnost dolu se předpokládala ve výši 1,2 milionu tun uhlí v roce 2001.

## Technické specifickace dolu
Maximální hloubka dolu činila 619 metrů v roce 1994 a 58 metrů  v roce 1999. Délka podzemního díla v rozmezí let 1994 a 1999 snížila o 20,9 kilometrů.

## Zaměstnanost v dole
Celkový počet zaměstnanců klesl 113 v 90. letech 20. století, avšak ve stejném období narostl počet havířů o stejný počet.